# Dvärg (fantasy)
För andra betydelser, se dvärg.

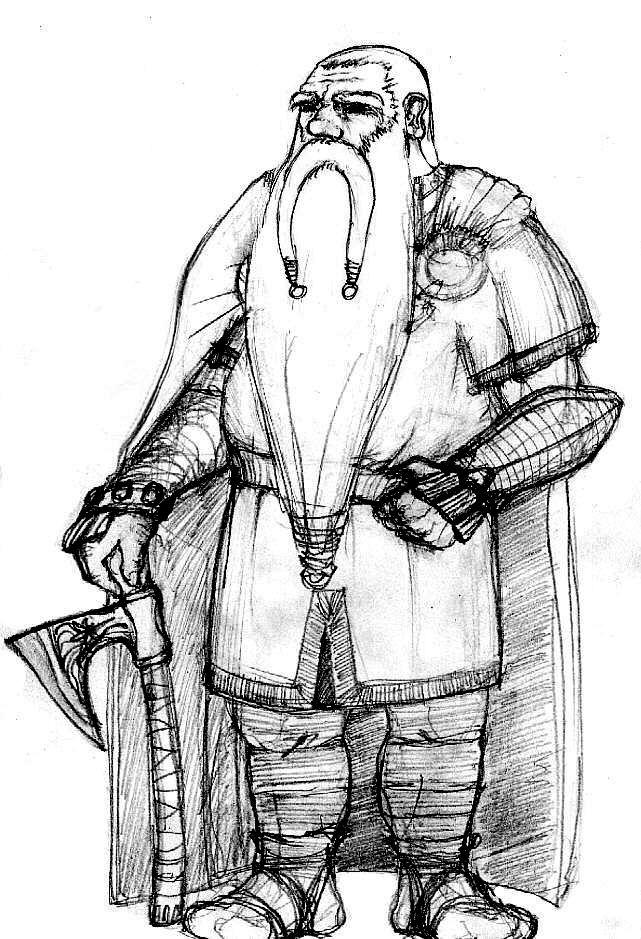
Skiss av en typisk fantasy-dvärg.

Dvärgar är inom fantasygenren en humanoid, småväxt och satt art (alltså inte en kortvuxen människa) som är baserad på och har många likheter med de dvärgar som skildras i bland annat fornnordisk mytologi. 
De lever ofta i grottor, och är kunniga inom metallhantverk och alkemi. I en del verk har dvärgarnas teknologi gått längre än människans och de kan till exempel ha utvecklat krutvapen eller komplicerade maskiner. De har ofta en förkärlek för rustika ting, tunga rustningar och yxor. I de verk där magi förekommer, föredrar dvärgarna att använda sitt tekniska kunnande i stället.
Ett vanligt förekommande särdrag är att såväl manliga som kvinnliga dvärgar har skägg.
I fantasylitteraturen förekommer dvärgar oftast som bipersoner. De mest kända litterära dvärgarna torde vara Gimli i J.R.R. Tolkiens Sagan om Ringen och Blyger, Kloker, Toker, Butter, Glader, Trötter och Prosit i Snövit och de sju dvärgarna.
På fantasylajv förekommer dvärgar relativt sällan, eftersom det är en roll som kräver att spelaren ska vara om inte småväxt så ändå ganska kort. Att låta barn spela dvärgar brukar betraktas som oseriöst.
Inom bordsrollspel är dvärgar relativt vanliga, både som rollpersoner och spelledarpersoner.